# Hartmut Rötting
Hartmut Rötting (* 11. August 1932 in Neustadt an der Orla; † 4. Januar 2015 in Schliestedt) war ein deutscher Historiker und Mittelalterarchäologe.

## Leben und Werk
Rötting wuchs die ersten drei Lebensjahre in seinem Geburtsort Neustadt an der Orla auf, wo sein Vater Studienrat war. Dann verzog die Familie nach Gotha, wo er seine Jugend verbrachte und sein Abitur ablegte. Als er keine Zulassung zum Studium der Forstwissenschaft erhielt, verließ er die DDR und flüchtete 1951 nach Westdeutschland. In Frankfurt/Main legte er seine Abiturprüfung erneut ab, da sein Abitur in der DDR nicht anerkannt wurde. Er studierte unter anderem Ur-, Früh- und Kunstgeschichte an den Universitäten Marburg, Innsbruck und der Freien Universität Berlin. An der Universität Wien studierte er von 1954 bis 1961 Theaterwissenschaften. In Wien inszenierte er Theaterstücke und war bei einem Kellertheater als Regisseur sowie Dramaturg freiberuflich tätig.
Ab 1973 nahm er an ersten Ausgrabungen in Ostfriesland und Lübeck teil, wo er wissenschaftlicher Mitarbeiter der Universität Kiel angestellt war. 1973 untersuchte er das gemischt belegte Gräberfeld von Cleverns, dessen Ausgrabung 1938 begonnen und kriegsbedingt nicht beendet wurde. Zu dem Thema verfasste er seine Magisterarbeit. Fast zeitgleich untersuchte er ein frühmittelalterliches Gräberfeld in Schortens. 1976 folgte seine Ernennung zum Dezernenten für archäologische Denkmalpflege im Verwaltungsbezirk Braunschweig, gefolgt von einer Stelle als Bezirksarchäologe im Institut für Denkmalpflege des Niedersächsischen Landesverwaltungsamtes. Sein Arbeitsschwerpunkt war die Stadtarchäologie in Braunschweig. 1980 erhielt Rötting einen Lehrauftrag für Ur- und Frühgeschichte an der Technischen Universität Braunschweig, die ihn 1991 zum Honorarprofessor ernannte.
Rötting war einer der ersten, die zum Beispiel in der Siedlungsarchäologie die interdisziplinäre Zusammenarbeit zwischen Archäologie und naturwissenschaftlich-technischen Fächern einführte.
Seit 1994 war Rötting Mitglied der Braunschweigischen Wissenschaftlichen Gesellschaft. 1997 trat er in den Ruhestand ein.

## Schriften (Auswahl)
- Archäologische Denkmalpflege Braunschweig 1976/77. Grabungsergebnisse 1976. Katalog zur Sonderausstellung im Braunschweiger Landesmuseum für Geschichte und Volkstum. Mai – September 1977. Braunschweig 1977, OCLC 313869194.
- Die Grablege Lothars III. in der Stiftskirche zu Königslutter. In: Kirchen, Klöster, Manufakturen. Historische Kulturgüter im Lande Braunschweig. Braunschweigischer Vereinigter Kloster- und Studienfonds, Braunschweig 1985, ISBN 3-924553-01-7, S. 61–82.
- Stadtarchäologie in Braunschweig. Forschungen der Denkmalpflege in Niedersachsen, CW Niemeyer, Hannover 1997, ISBN 3-8271-8123-2.
- Die Anfänge der Stadt Braunschweig. In: Horst-Rüdiger Jarck, Gerhard Schildt (Hrsg.): Die Braunschweigische Landesgeschichte. Jahrtausendrückblick einer Region. 2. Auflage. Appelhans Verlag, Braunschweig 2001, ISBN 3-930292-28-9, S. 301–316.
- Kaiserpfalz Goslar. Der frühottonische Wohnturm im früheren 10. Jh. und die spätottonische Pfalz auf dem Liebfrauenberg im frühen 11. Jh. In: Mamoun Fansa, Frank Both, Henning Haßmann (Hrsg.): Archäologie|Land|Niedersachsen. 400.000 Jahre Geschichte. Landesmuseum für Natur und Mensch, Oldenburg 2004, ISBN 3-8062-1926-5, S. 578–582.